# Нью-Маркет (Виргиния)
Нью-Маркет (англ. New Market) — город в округе Шенандоа  в штате Виргиния США. По данным переписи 2020 года, численность населения составляла 2155 человек.

## Население
| 2010 | 2020  |
| ---- | ----- |
| 2146 | ↗2155 |